# Ussuri
Der Ussuri (russisch Уссури, chin.: Wusuli Jiang, 乌苏里江 / 烏蘇里江) ist ein rechter Nebenfluss des Amur (Heilong Jiang) in Russland und China.
Der 897 km lange Ussuri entspringt in Russisch-Fernost ostnordöstlich von Wladiwostok im Süden des Sichote-Alin-Gebirges (Küstengebirge gegenüber Japan). Seine Quelle befindet sich nur wenige Kilometer westlich der Küste des Japanischen Meeres, eines Randmeeres des Pazifiks. Von dort wendet sich sein Wasser landeinwärts überwiegend in nördliche Richtungen. Sein Oberlauf bis zum Zusammenfluss mit der Arsenjewka südlich von Kirowski heißt auch Ulache (russisch Улахэ).
Nach dem Verlassen des Gebirges mündet die aus Richtung Südwesten kommende Sungatscha ein, die als russisch-chinesischer Grenzfluss dem etwa 4400 km² großen Chankasee entfließt. Fortan ist auch der Ussuri Grenzfluss zwischen Russland und China. Weiter nördlich mündet der aus Richtung Südwesten kommende Muling He ein. Etwas unterhalb der Einmündung des Ussuri in den Amur, die sich auch noch auf dieser Grenze befindet, liegt die Stadt Chabarowsk (die Hauptstadt von Russisch-Fernost).
Der Ussuri und der Sungatschi bilden im Sommer eine schiffbare Strecke von 750 km Länge.
1969 gab es am Ussuri schwere Gefechte zwischen den Grenztruppen.